# Pod Cholerzynem
Pod Cholerzynem – część wsi Budzyń w Polsce, położona w województwie małopolskim, w powiecie krakowskim, w gminie Liszki.
W latach 1975–1998 Pod Cholerzynem administracyjnie należało do województwa krakowskiego.